# Mark Cullen
Mark Cullen (ur. 28 października 1978 w Moorhead, Minnesota) – amerykański hokeista.
Członkowie jego rodziny także byli wzgl. nadal są hokeistami: dziadek Barry (ur. 1935), ojciec Terry (ur. 1960), wujek John (ur. 1964) oraz bracia Matt (ur. 1976) i Joe (ur. 1981).

## Kariera klubowa
- Moorhead High (1996-1997)
- Fargo North High (1996-1997)
- Fargo-Moorhead Ice Sharks (1997-1998)
- Colorado College (1998-2002)
- Houston Aeros (2002-2005)
- Chicago Blackhawks (2005)
- Norfolk Admirals (2005-2006)
- Philadelphia Phantoms (2006-2007)
- Philadelphia Flyers (2007)
- Grand Rapids Griffins (2007-2008)
- Manitoba Moose (2008-2009)
- Rockford IceHogs (2009-2010)
- Rochester Americans (2010-2011)
- San Antonio Rampage (2011-2012)
- Florida Panthers (2012)
- Witiaź Czechow (2012)
- EC Red Bull Salzburg (2012-)
- HC Bolzano (2014-)

W sezonie 1997/98 grał w miejscowym zespole w juniorskiej lidze USHL w Moorhead. Przez cztery kolejne lata zdobywał doświadczenie w lidze NCAA w barwach klubu z Colorado College. Swój pierwszy kontrakt zawodowy podpisał po sezonie 2001/02 z Minnesota Wild. Nie zagrał w tym klubie jednak ani razu, gdyż trzy następne sezony spędził na farmie w AHL w zespole Houston Aeros.
Jego statystyki i postawa nie były porażające, ale były przyzwoite. W swoim najlepszym roku w Houston w 72 meczach zdobył 47 punktów. Wynik ten pobił już po przejściu do Chicago Blackhawks 4 sierpnia 2005 roku. Większą część sezonu 2005/06 spędził w AHL w Norfolk Admirals (54 mecze, 68 punktów), lecz zadebiutował też w NHL, gdzie zagrał 29 meczów, zdobywając 7 bramek i 9 asyst. Po tym sezonie przeszedł do kolejnego klubu – Philadelphia Flyers. Tam zagrał trzy spotkania, nie notując żadnego punktu. Ponownie, głównie grał w AHL w afiliacji Flyers Philadelphia Phantoms.
Od sierpnia do końca listopada 2012 roku zawodnik rosyjskiego klubu Witiaź Czechow. Od połowy grudnia 2012 roku zawodnik EC Red Bull Salzburg. Od sierpnia 2015 zawodnik HC Bolzano.

## Sukcesy
- Fred T. Hunt Memorial Award: 2006